# Distrikt San Francisco de Asís de Yarusyacán
Der Distrikt San Francisco de Asís de Yarusyacán liegt in der Provinz Pasco in der Region Pasco in Zentral-Peru. Der Distrikt wurde am 16. September 1961 gegründet und besitzt eine Fläche von 120 km². Beim Zensus 2017 wurden 4746 Einwohner gezählt. Im Jahr 1993 lag die Einwohnerzahl bei 12.481, im Jahr 2007 bei 11.209. Die Distriktverwaltung befindet sich in der 3770 m hoch gelegenen Ortschaft Yarusyacán mit 505 Einwohnern (Stand 2017). Yarusyacán liegt etwa 22 km nordnordöstlich der Provinz- und Regionshauptstadt Cerro de Pasco.

## Geographische Lage
Der Distrikt San Francisco de Asís de Yarusyacán liegt an der Westflanke der peruanischen Zentralkordillere im Nordwesten Provinz Pasco. Er besitzt eine Längsausdehnung in SSW-NNO-Richtung von 23 km sowie eine maximale Breite von 7 km. Der Río Huallaga fließt entlang der nordöstlichen Distriktgrenze nach Norden. Der Oberlauf des Río Tingo, linker Nebenfluss des Río Huallaga, durchquert den Distrikt in nördlicher Richtung.
Der Distrikt San Francisco de Asís de Yarusyacán grenzt im Südwesten an den Distrikt Simón Bolívar, im Nordwesten an den Distrikt Santa Ana de Tusi (Provinz Daniel Alcides Carrión), im Nordosten an die Distrikte Huariaca und Ticlacayán sowie im Osten und im Süden an den Distrikt Yanacancha.